# Аллегейні (річка)

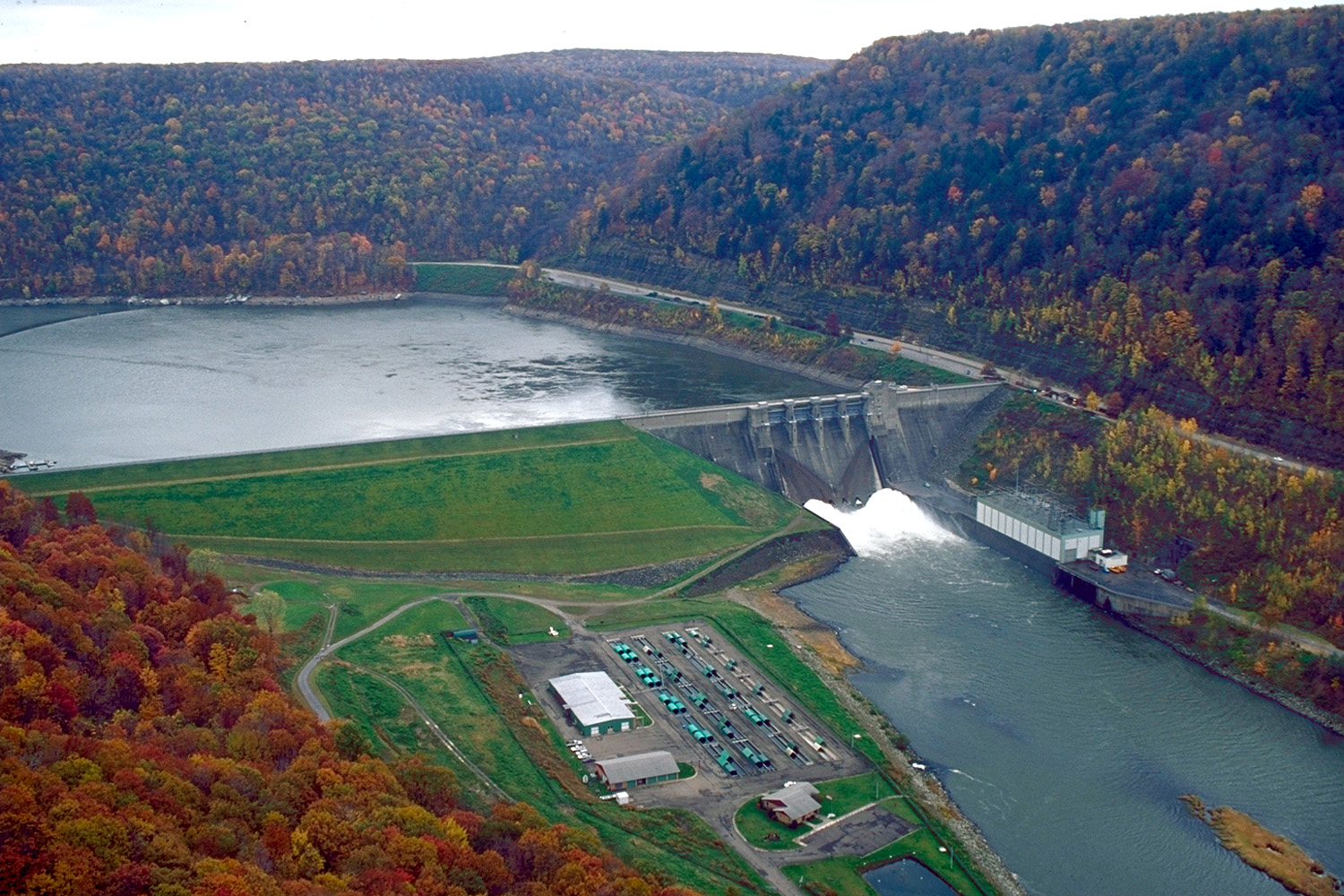
Дамба на річці Аллегейні неподалік від міста Воррен, округу Воррен, штат Пенсільванія.

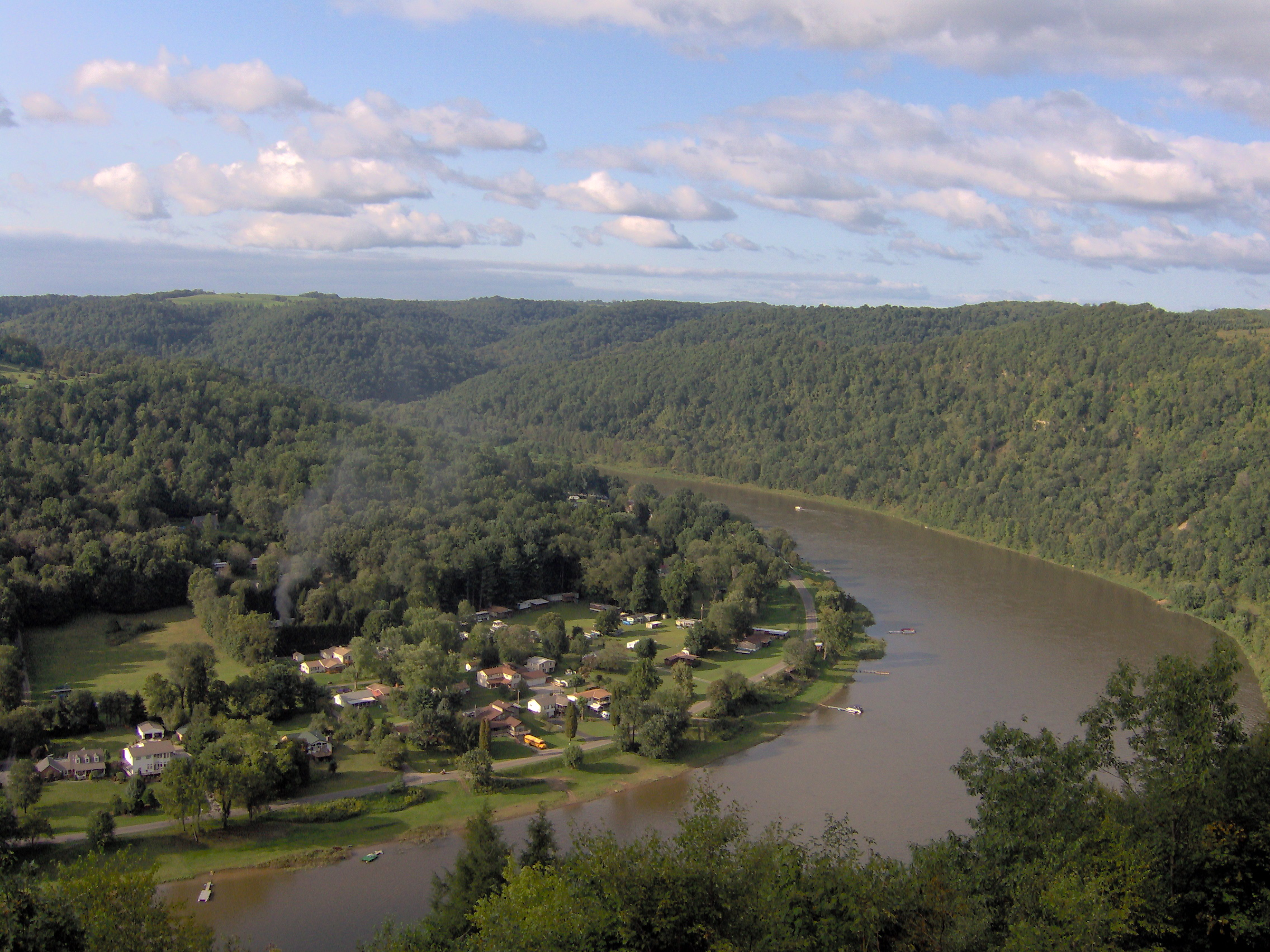
Значна частина берегів річки Аллегейні являє собою круті лісисті схили.

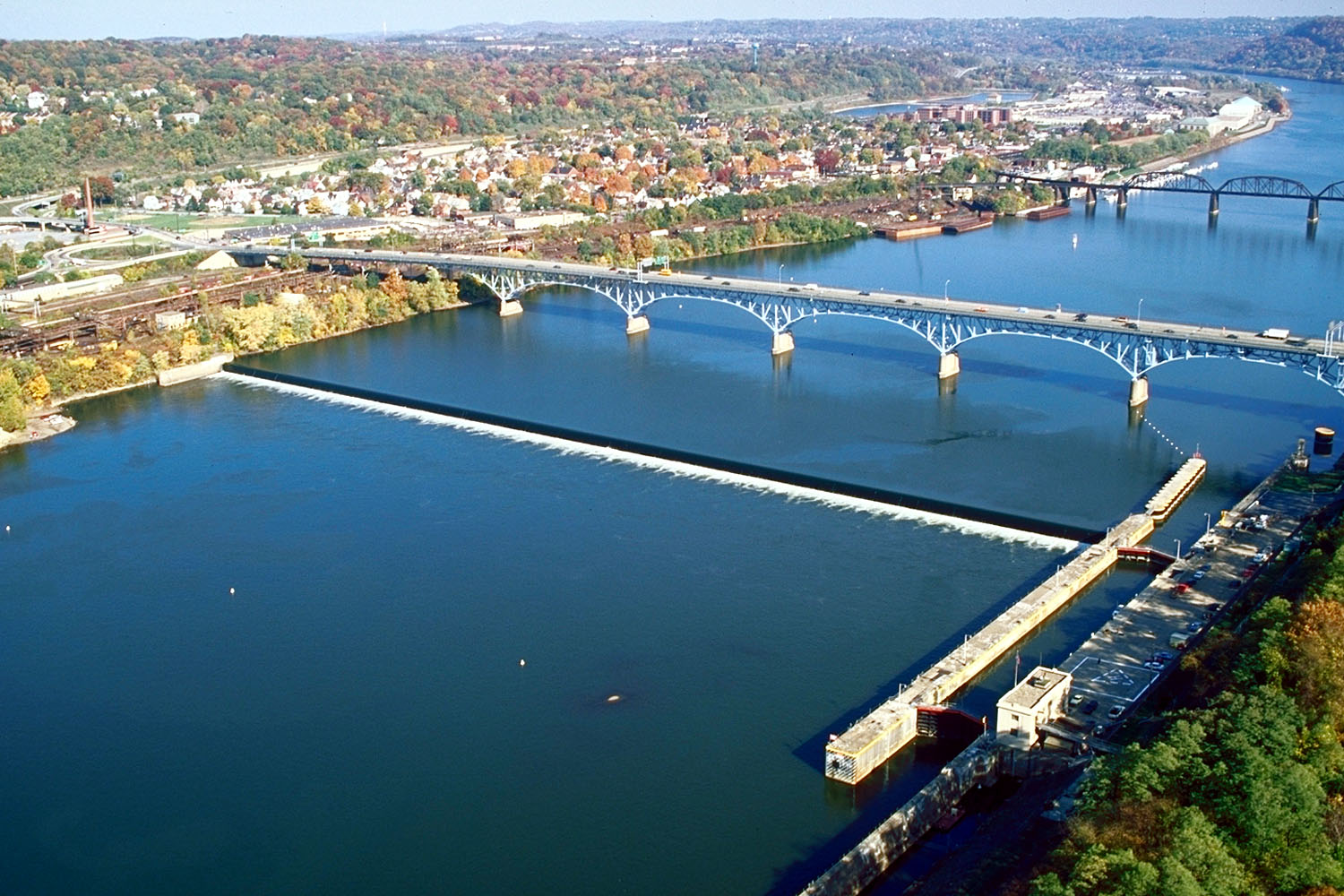
Річка Аллегейні в районі містечка Аспінвол, штат Пенсільванія.

Аллегейні (англ. Allegheny) — річка на сході США. Довжина річки 523 км. Річка проходить через штати Пенсільванія і Нью-Йорк. Басейн річки займає площу 30000 км 2.
У місці злиття річок Аллегейні і Мононгахіла бере початок річка Огайо. В цьому ж місці розташоване місто Пітсбург.

## Етимологія назви річки
Назва річки походить з мови індіанського народу делаварів (ленапі). Слово Allegheny означає «добра річка». Однак, етимологія назви річки не є достеменно визначеною. У делеварів була легенда про народ, що жив на берегах річки і мав схожу назву. Тобто, назва річки може походити ще й від назви того народу.
Ірокези розглядають річки Аллегейні і Огайо як одну річку і називають її Огайо.
На річці збудовано кілька дамб.